# Польский театр (Вроцлав)
«Польский театр во Вроцлаве» (пол. Teatr Polski we Wrocławiu, Театр Польски) — драматический театр во Вроцлаве.
Театр создали в 1949 году, но сначала функционировал под названием Государственный Нижнесилезский театр во Вроцлаве (по 1969 год). Он открыл деятельность 20 декабря 1950 в отремонтированном после военных уничтожений главном здании на ул. Запольскей. Это здание построили для немецкой оперетты в 1906 году, запроектировал его берлинский архитектор Вальтер Хенчель. Теперь кроме главного здания у театра также другие сцены: на ул. Свидницкой (Камерная сцена) и на ликвидированном железнодорожном вокзале Вроцлав-Сьвебодзский (Сцена на Сьвебодзском).

## Известные актёры театра
- Балицкая, Данута
- Баэр, Богдан
- Белявский, Зыгмунт
- Буякевич, Катажина
- Воячек, Анджей
- Глобиш, Кшиштоф
- Гралек, Ежи
- Карчевский, Здзислав
- Коморовская, Майя
- Котыс, Рышард
- Краффтувна, Барбара
- Куявский, Эугениуш
- Лесень, Збигнев
- Ломбардо, Мирослава
- Майр, Ига
- Матысик, Фердинанд
- Млодницкий, Артур
- Навроцкая, Владислава
- Пешек, Ян
- Плюциньский, Тадеуш
- Прайс, Кинга
- Пыркош, Витольд
- Семион, Войцех
- Смык, Ежи
- Сятковский, Дариуш
- Унруг, Павел
- Фогель, Александер
- Хроницкий, Адольф
- Янковский, Ян